# پربن ایساکسون
پربن ایساکسون (دانمارکی: Preben Isaksson; ۲۲ ژانویهٔ ۱۹۴۳ – ۲۷ دسامبر ۲۰۰۸) دوچرخه‌سوار اهل دانمارک بود.
وی در مسابقات کشوری و بین‌المللی در مجموع برندهٔ ۱ مدال نقره، ۳ مدال برنز شده‌است.